# Aeneas Jung
Aeneas Jung (auch Aineas Jung) (* 13. Februar 2002) ist ein deutsch-zyprischer Basketballspieler.

## Werdegang
Jung spielte bei Olympos Aglantzia auf Zypern, 2018 wechselte er nach Ludwigsburg. Er spielte zunächst in der Ludwigsburger Basketball-Akademie in der Nachwuchs-Basketball-Bundesliga sowie für die Herrenmannschaft der BSG Basket Ludwigsburg in der 2. Regionalliga. Im April 2021 wurde Jung erstmals bei den MHP Riesen Ludwigsburg in der Basketball-Bundesliga eingesetzt. Bis 2024 kam er auf sechs Bundesliga-Einsätze für Ludwigsburg und spielte vorrangig für die Nachwuchsfördermannschaft BBA Ludwigsburg in der 2. Bundesliga ProB.
Im Sommer 2024 wechselte er zu APOEL Nikosia. Anfang Juli 2025 wurde Jung vom deutschen Zweitligisten Kirchheim Knights verpflichtet.

### Nationalmannschaft
Jung nahm 2018 mit Zyperns Nationalmannschaft an der B-Europameisterschaft der Altersklasse U16 teil. Später wurde er Herrennationalspieler.